# Давидоглу, Антон
Антон Давидоглу (рум. Anton Davidoglu; 30 июня 1876, Бырлад — 27 мая 1958, Бухарест) — румынский учёный, математик, специалист в области дифференциальных уравнений. педагог. Профессор Бухарестского университета. Один из основателей и член Румынской академии.

## Биография
Брат Клеанте Давидоглу, военачальника.
Окончил в 1897 году Высшую нормальную школу в Париже.
Ученик Жака Адамара.
Позже, работал в Бухаресте. В 1902 году — доцент.
В 1913 году — первый ректор Бухарестской экономической академии. Позже, с 1905 до выхода на пенсию в 1941 году — профессор кафедры дифференциального и вычислительного исчисления на факультете наук Бухарестского университета.

## Научная деятельность
Был инициатором румынских исследований в области обыкновенных дифференциальных уравнений или частных производных, что способствовало разработке математического анализа и дифференциальных уравнений. Его вклад упоминается в работах некоторых видных математиков, таких как Эмиль Пикар, Я. Микусинский и другие.
Внёс значительный вклад в теорию обыкновенных дифференциальных уравнений. Работал также в области алгебры.

## Избранные труды
- Curs de analiza infinitezimală (учебник, 1931)
- Curs de teoria asigurărilor (учебник, 1935)
- Sur les zeros des integrales reeles des equations lineaires du troisieme ordre (1900)
- Sur le nombre de racines communes a plusieurs equations (1901)
- Sur une equation des mouvements turbulents (1935)

## Память
В 1976 году почта Румынии выпустила почтовую марку, посвящённую Антону Давидоглу.